# Dakota Goyo
Dakota Avery Goyo, conocido simplemente como Dakota Goyo (Toronto, 22 de agosto de 1999), es un actor canadiense de cine y televisión. Una de sus participaciones más notables fue en la película Real Steel, en la que compartió créditos con Hugh Jackman.

## Biografía
Dakota Goyo nació en Toronto, Canadá el 22 de agosto de 1999. Su madre Debra es cantante, modelo profesional y también es su representante; su padre es David Goyo; tiene dos hermanos mayores, Devon Goyo y Dallas Goyo., Su apellido "Goyo" es de origen italiano.

## Carrera
Dakota Goyo tuvo su primera aparición en un comercial siendo aún un bebé. Su debut en televisión fue en 2006 en el telefilme de la CBS, Ultra; su actuación natural, madurez y su capacidad para memorizar sus líneas a tan corta edad fueron clave para futuros papeles.
Su primer papel principal en una película fue a la edad de seis años en la cinta de 2007 Resurrecting the Champ, donde interpretó a Teddy Kernan; su interpretación en esta película le valió una nominación al Young Artist Awards en la categoría Young Actor Age Ten or Younger. Ese mismo año, protagonizó junto a Susan Sarandon y Christopher Plummer la película Emotional Arithmetic. En 2009, y con nueve años de edad, actuó junto a Woody Harrelson en la cinta Defendor en el papel de Jack Carter.
En 2010 fue elegido para interpretar a Max en la película de DreamWorks, Real Steel, con Hugh Jackman como coprotagonista. Posteriormente, Goyo interpretó a un Thor de niño en Thor, película protagonizada por Anthony Hopkins y Chris Hemsworth. En 2012 prestó su voz para el personaje Jamie en la película animada de DreamWorks, Rise of the Guardians.

## Filmografía

### Cine
| Año  | Película                    | Personaje     | Director                            | Notas         |
| ---- | --------------------------- | ------------- | ----------------------------------- | ------------- |
| 2014 | The Journey Home            | Luke          | Roger Spottiswoode y Brando Quilici |               |
| 2014 | Noé                         | Joven Noé     | Darren Aronofsky                    |               |
| 2013 | Dark Skies                  | Jesse Barret  | Scott Stewart                       | posproducción |
| 2012 | El origen de los guardianes | Jamie Bennett | Peter Ramsey                        |               |
| 2011 | Real Steel                  | Max Kenton    | Shawn Levy                          |               |
| 2011 | Thor                        | Thor de niño  | Kenneth Branagh                     |               |
| 2009 | Defendor                    | Jack Carter   | Peter Stebbings                     |               |
| 2007 | Emotional Arithmetic        | Timmy Winters | Paolo Barzman                       |               |
| 2007 | Resurrecting the Champ      | Teddy Kernan  | Rod Lurie                           |               |

### Televisión
| Año  | Título                         | Personaje          | Notas    |
| ---- | ------------------------------ | ------------------ | -------- |
| 2011 | R.L. Stine's The Haunting Hour | Josh               | 2 eps    |
| 2010 | Arthur                         | Timmy Tibble       | 4 eps    |
| 2010 | Happy Town                     | Tommy Conroy joven | 1 ep     |
| 2009 | Solving Charlie                | Charlie Hudson II  | película |
| 2009 | My Neighbor's Secret           | Austin Hest        | película |
| 2009 | Murdoch Mysteries              | Alwyn Jones        | 3 eps    |
| 2009 | The Listener                   | Nicki              | 1 ep     |
| 2006 | Ultra                          | "doble"            | película |

## Premios y nominaciones
| Young Artist Awards |                                                                     |                        |           |
| Año                 | Categoría                                                           | Título                 | Resultado |
| 2008                | Best Performance in a Feature Film - Young Actor Age Ten or Younger | Resurrecting the Champ | Nominado  |